# Type-Moon
Type-Moon (タイプムーン?, Taipu Mūn, stilizzato ufficialmente come TYPE-MOON) è una casa produttrice di videogiochi giapponese fondata dall'autore Kinoko Nasu e dall'illustratore Takashi Takeuchi e conosciuta principalmente per le sue visual novel. L'azienda è anche nota come Notes (有限会社ノーツ?, Yūgen-kaisha nōtsu), che è il suo nome ufficiale. Fra i titoli più celebri prodotti dall'azienda si possono citare Kara no kyōkai, Tsukihime e Fate/stay night, entrambi diventati dei popolari media franchise. 
Inoltre, è importante far notare come tutte le opere principali precedentemente citate, nonché relativi spin-off, prequel e sequel, facciano parte di uno stesso universo narrativo con una sua specifica lore e sue specifiche leggi, denominato, in maniera non ufficiale dai fan, Nasuverse, dal nome dell'autore stesso.

## Prodotti

### Kara no kyōkai –The garden of sinners–
- Kara no kyōkai –The garden of sinners–, light novel di 3 volumi, originariamente rilasciata nell'ottobre del 1998 e ristampata prima nel 2004 e poi nel 2007. Un'altra storia fu pubblicata nel 2008. Una serie di 7 anime film furono animati da ufotable dal dicembre del 2007 al dicembre del 2009 e un OVA in febbraio del 2011. Un altro film, basato sul capitolo Mirai Fukuin, è uscito nel settembre del 2013.

### Tsukihime
- Tsukihime, visual novel eroge per PC, originariamente pubblicata nel dicembre del 2000.
- Tsukihime Plus-Disc, pubblicato nel gennaio del 2001.
- Kagetsu tōya, sequel di Tsukihime, pubblicato nell'agosto del 2001.
- Tsukibako, un set specialmente impacchettato di tre dischi che includeva Tsukihime, Tsukihime Plus-Disc, Kagetsu tōya, le colonne sonore remixate per entrambi i giochi e molti altri multimedia, rilasciato nell'aprile del 2003.
- Tsukihime, un remake del gioco originale, detto di contenere una route di Satsuki Yumizuka.
- Shingetsutan Tsukihime, un adattamento anime non-eroge del gioco originale di Tsukihime, prodotto da J.C.Staff.
- Tsukihime: Lunar Legend, adattamento manga della route Arcueid.

### Fate
- Fate/stay night, visual novel per PC, pubblicata nel 30 gennaio del 2004. Una versione DVD fu pubblicata il 29 marzo 2006, una versione non-eroge su PS2 chiamata Fate/stay night Réalta Nua fu pubblicata nel 2007 e riportata (sempre non-eroge) su PC con tre versioni per ogni route.
- Fate/hollow ataraxia, sequel di Fate/stay night per PC, pubblicato il 28 ottobre 2005.
- Fate/Zero, prequel di Fate/stay night, pubblicato come light novel il 12 dicembre 2006. Creato in collaborazione con Nitroplus. Animata da ufotable a partire da ottobre del 2011 fino a giugno del 2012.
- Fate/tiger colosseum, gioco di combattimento 3D per PSP, pubblicato il 13 settembre 2007. Sviluppato da Capcom e Cavia.
- Fate/unlimited codes, gioco arcade, gioco di combattimento 3D per PS2 e PSP, pubblicato il 28 ottobre 2005.
- Fate/Prototype, versione condensata e reimmaginata della versione originale di Fate/stay night, dove Saber è maschio e la protagonista è femmina, di Kinoko Nasu, prodotto come OVA da Lerche il 31 dicembre 2011.
- Fate/Extra, un dungeon-crawler RPG per la PSP, pubblicato il luglio del 2010. Il sequel Fate/Extra CCC fu pubblicato il marzo del 2013. Da entrambi i giochi sono stati adattati due manga, Fate/Extra e Fate/Extra CCC: Fox Tail.
- Fate/kaleid liner Prisma Illya, una serie di manga spin-off scritti e illustrati da Hiroyama Hiroshi, serializzati su Comp Ace magazine dal 2007–2008, seguito da due sequel intitolati 2wei! and 3rei!!.
- Fate/Apocrypha, una serie di light novel pubblicate dal dicembre del 2012.

### Melty Blood
- Melty Blood, gioco di combattimento per PC, creato in associazione con French Bread, e pubblicato il dicembre del 2002. Manga serializzato dal giugno del 2005 all'agosto del 2011.
- Melty Blood ReACT, espansione su PC di Melty Blood, pubblicata nel maggio 2004.
- Melty Blood ReACT Final Tuned, patch di aggiornamento per Melty Blood ReACT, rilasciata come download gratuito.
- Melty Blood: Act Cadenza, arcade port di Melty Blood, pubblicata sulla piattaforma PS2 nel 2006.
- Melty Blood: Act Cadenza Version B, l'aggiornamento per PC di Act Cadenza, pubblicato il 27 luglio 2007.
- Melty Blood: Actress Again, arcade pubblicato nel settembre del 2008 e portato sulla PS2 nell'agosto del 2009.
- Melty Blood: Actress Again CurrentCode, questo fu il primo gioco da combattimento 2D per l'arcade board Sega RingWide, fu pubblicato il 29 luglio del 2010. La Ver.1.07 fu successivamente pubblicata per arcade nell'ottobre 2011 e fu portato su PC nel dicembre del 2011 insieme all'uscita dell'edizione limitata dei Blu-ray della terza stagione di Carnival Phantasm.

### Carnival Phantasm
- Take-Moon, manga spin-off realizzato dall'artista Type-Moon Takenashi Eri, dove i personaggi dalle serie originali di Tsukihime, Kagetsu tōya, Melty Blood, e Fate/stay night si ritrovano in situazioni esilaranti mai viste nelle opere originali.
- Carnival Phantasm, una serie di anime ova di genere parodia tratti dal manga Take-Moon e prodotti da Lerche per festeggiare il 10* anniversario dell'azienda. Include personaggi da Tsukihime, Fate/stay non, Fate/hollow ataraxia e Melty Blood, Melty Blood Act Cadenza e Melty Blood Actress Again.
- All Around Type-Moon, un drama CD rilasciato al Comiket 72 nel 2007. Ha un adattamento manga, All Around Type-Moon - Ahnenerbe no nichijō (ALL AROUND TYPE-MOON~アーネンエルベの日常?), scritto da B-suke per la rivista Type-Moon Ace. Vari personaggi Type-Moon interagiscono tra di loro nel café Ahnenerbe e si trovano in situazioni divertenti. Il primo capitolo del manga adatta parte del drama CD, mentre i restanti capitoli sono storie originali.

### Mahōtsukai no yoru
- Mahōtsukai no yoru è una visual novel con i personaggi Aoko Aozaki, Alice Konji, e Shizuki Sōjurō, adatta a tutte le età con direzioni artistiche da Hirokazu Koyama. Scritta originariamente e con la storia basata su Tsukihime, questo gioco fu pubblicato il 12 aprile del 2012. È la prima visual novel di Type-Moon a non essere un eroge.

### Altre opere
- Decoration Disorder Disconnection, conosciuta anche come DDD, è una light novel di genere horror e sovrannaturale scritta da Kinoko Nasu e illustrata da Hirokazu Koyama.
- Girls' Work, un nuovo progetto per tutte le età scritto dagli ex-membri della Liarsoft Hoshizora Meteo e Myogaya Jinroku. Apparentemente ha come protagonista la città di Shinjuku.
- 428: Fūsa Sareta Shibuya de - Nasu ha scritto uno speciale scenario per questo gioco, insieme a Takashi Takeuchi che dava i character design. Questo scenario fu successivamente adattato in un anime, Canaan[2].